# John Stuart Morrison
John Stuart Morisson (* 7. Dezember 1889 in Toronto; † 1. März 1975 ebenda) war ein kanadischer Schachspieler.
Er gewann fünfmal die kanadische Meisterschaft (1910, 1913, 1922, 1924 und 1926) allein und war 1931 punktgleich mit dem Meister Maurice Fox. Im Turnier von New York im Jahr 1913 belegte er den 12., im Turnier von New York im Jahr 1918 den 7. sowie im Turnier von London 1922 den 14. Platz. Morrison spielte am ersten Brett (+5 =4 −6) für Kanada bei der 8. Schacholympiade in Buenos Aires 1939. Im Jahr 2000 wurde er in die Canadian Chess Hall of Fame aufgenommen.
1918 gelang es ihm in New York Dawid Janowski zu besiegen, 1922 in London besiegte er Max Euwe. Nach Berechnung der historischen Elo-Zahl lag John Morrison im Januar 1920 auf dem 21. Platz der Weltrangliste.